# Булавине
Була́вине — селище Вуглегірської міської громади Горлівського району Донецької області, Україна.

## Населення
За даними перепису 2001 року населення селища становило 61 особу, із них 62,3 % зазначили рідною мову українську, 37,7 % — російську